# 10月4日
10月4日是阳历年的第277天（闰年是278天），离一年的结束还有88天。

## 大事记

### 19世紀以前
- 23年：绿林军攻入长安。
- 1209年：神聖羅馬皇帝奥托四世加冕。
- 1363年：起義軍領袖朱元璋在陳友諒試圖逃跑時部署故意點燃的戰船，而在鄱陽湖之戰中獲勝。
- 1448年：阿尔巴尼亚与威尼斯议和。
- 1539年：英格兰国王亨利八世为同他的第四个妻子克萊沃的安娜结婚而签署《婚姻条约》。
- 1582年：在教宗葛利果十三世頒行教宗詔書後，數個天主教國家由儒略曆改為葛利果曆。

### 19世紀
- 1824年：墨西哥成立共和国。
- 1830年：比利時王國宣布在布魯塞爾成立臨時政府，並脫離荷蘭聯合王國統治獨立。
- 1861年：清廷上东西两太后徽号为慈安皇太后，慈禧皇太后。
- 1865年：拿破仑三世同俾斯麦在比亚里茨会晤时，同意普魯士在德意志拥有至高无上的权力和成立一个统一的意大利。
- 1876年：美國德克薩斯州第一所高等教育學府德克薩斯州農業與機械學院宣告成立。
- 1883年：首列歐洲長程列車東方快車從法國首都巴黎出發，開往鄂圖曼帝國首都伊斯坦堡。
- 1883年：第一個青少年制服團體：基督少年軍在英國蘇格蘭格拉斯哥正式成立。

### 20世紀
- 1910年：葡萄牙共和党发动革命并建立第一共和国，末代国王曼努埃尔二世逃往英国直布罗陀。
- 1913年：中华民国宪法会议通过大总统选举法。
- 1929年：美國华尔街股市大崩盘。
- 1942年：德军撤出法国的科西嘉島。
- 1950年：史努比首次在花生漫画中登场。
- 1957年：苏联史普尼克1号在拜科努尔太空发射场发射升空，为首颗进入地球轨道的人造卫星。
- 1958年：法國政府頒布新憲法，法蘭西第五共和國成立。
- 1980年：絕跡香港20多年的瘋狗症重現。
- 1985年：北京大钟寺古钟博物馆建立。
- 1991年：西班牙首都马德里举行第11届4次南极条约协商国特别会议，通过了《关于环境保护的南极条约议定书》。
- 1992年：澳門新馬路永亨銀行大廈發生大火，一名保安員從11樓高空跌死。
- 1992年：以色列航空1862號班機在自荷蘭阿姆斯特丹史基浦機場起飛後不久，撞上兩幢位於市郊的公寓大樓，班機墜毀並造成43人死亡。
- 1993年：俄罗斯总统鲍里斯·叶利钦命令战车部队炮轰莫斯科白宫，结束俄罗斯宪政危机。

### 21世紀
- 2018年：自2003年4月28日以來香港恒生指數首次被美國道瓊斯工業平均指數超越。[1]

## 出生
- 1289年：路易十世，法蘭西國王（1316年逝世）
- 1779年：约瑟夫·洛佩兹，墨西哥天主教牧師、耶穌會士（1841年逝世）
- 1793年：查爾斯·皮爾森，英國律師、政治家（1862年逝世）
- 1810年：伊丽莎·麦卡德尔·约翰逊，美國美國第一夫人（1876年逝世）
- 1814年：讓-弗朗索瓦·米勒，法國巴比松派畫家（1875年逝世）
- 1816年：歐仁·鲍狄埃，法國革命家、詩人，巴黎公社主要領導人之一，《國际歌》作詞者（1887年逝世）
- 1822年：拉瑟福德·伯查德·海斯，美國律師、政治人物，第19任美國總統（1893年逝世）
- 1841年：瑪麗亞·蘇菲亞，两西西里王國王后（1925年逝世）
- 1843年：瑪麗-阿爾馮斯·丹尼爾·加塔斯，巴勒斯坦天主教修女（1927年逝世）
- 1849年：鄧世昌，清朝北洋海軍將領（1894年逝世）
- 1909年：默里·喬蒂納，美國競選戰略家、律師、官員（1974年逝世）
- 1912年：郭啟彰，臺灣水產養殖者（2000年逝世）
- 1921年：弗朗西斯科·莫拉莱斯·贝穆德斯，秘魯軍事、政治人物，第86任祕魯總統（2022年逝世）
- 1923年：陳定國，臺灣漫畫家、插畫家（1999年逝世）
- 1923年：龙婆·坤，泰国佛牌大师、佛学大师高僧（2015年逝世）
- 1924年：莫里斯·卡諾，美國物理學家、數學家（2022年逝世）
- 1929年：關肇鄴，中國建築師（2022年逝世）
- 1930年：于洋，中國男演員（2025年逝世）
- 1931年：湯鴻霄，中國環境工程師（2022年逝世）
- 1931年：蔣彥永，中國外科醫師，被譽爲「SARS吹哨者」（2023年逝世）
- 1936年：克里斯托弗·亚历山大，美國建築師（2022年逝世）
- 1936年：北島三郎，日本演歌歌手、演員、作詞家、作曲家
- 1941年：，美國女性作家（2021年逝世）
- 1942年：約翰娜·西古達朵提，冰島政治人物，前任冰島總理
- 1943年：歐文·戴維森，澳大利亞男子網球運動員（2023年逝世）
- 1944年：托尼·拉魯薩，美國職棒大聯盟球員，名人堂成員，現任芝加哥白襪總教練
- 1946年：蘇珊·莎蘭登，美國女演員
- 1951年：帕維爾·卡奇卡耶夫，俄羅斯政治人物（2025年逝世）
- 1954年：寇世勳，台灣男演員
- 1958年：內德·盧克，美國男演員
- 1961年：高橋和希，日本漫畫家，漫畫《遊戲王》作者（2022年逝世）
- 1964年：金智娟，台灣歌手
- 1965年：根谷美智子，日本女性聲優
- 1965年：尤金·卡巴斯基，俄羅斯程式設計師
- 1967年：鄭伊健，香港演員、歌手
- 1967年：盖丽丽，中國女演員
- 1967年：小山剛志，日本男性聲優
- 1967年：李佛·薛伯，美國男演員、導演、編劇、製片人
- 1970年：李蕙敏，香港女歌手
- 1970年：周鴻禕，中國企業家，現任奇虎360公司董事長
- 1971年：湯寶如，香港女歌手
- 1971年：今石洋之，日本動畫導演
- 1972年：鲁健，中國電視節目主持人
- 1972年：张绍刚，中國電視節目主持人
- 1973年：吳皓昇，台灣男演員
- 1973年：梅澤由香里，日本圍棋女棋手
- 1973年：珍·沙阿，美國電視名人
- 1976年：艾莉西亞·席薇史東，美國女演員
- 1977年：林利霏，新加坡演員
- 1978年：吳佩慈，台灣女演員
- 1978年：索哈·阿里·罕，印度女演員
- 1978年：高洙，韓國男演員
- 1980年：高城元氣，日本男性聲優
- 1980年：喬·甘迺迪三世，美國政治人物
- 1982年：Matzka，台灣男歌手、音樂創作人、製作人
- 1982年：薛玉洋，中國職業籃球運動員
- 1982年：伊爾汗·奧馬爾，索馬利亞裔美國政治人物，現任美國眾議院議員
- 1983年：上田龍也，日本歌手
- 1983年：喬瑟琳·盧科，香港、美國模特兒
- 1984年：松原大典，日本男性聲優
- 1984年：列娜·卡其娜，俄羅斯女歌手
- 1984年：關婉珊，香港女演員
- 1985年：韓藝媛，韓國女演員
- 1988年：金宥斌，韓國女子偶像團體Wonder Girls成員
- 1988年：梅利莎·拜諾伊斯特，美國女演員
- 1988年：德里克·羅斯，美國職籃NBA球員
- 1989年：李礎熙，韓國女演員
- 1989年：達珂塔·強生，美國女演員
- 1990年：包勳評，新加坡男演員
- 1991年：永塚拓馬，日本男性聲優
- 1992年：，巴西職業足球運動員
- 1993年：巴特潘·忽栓，泰國男演員
- 1994年：鄭鎰勳，韓國男子偶像團體BTOB成員
- 1995年：尹淨漢，韓國男子偶像團體SEVENTEEN成員
- 1996年：全志佑，韓國男女混聲團體KARD成員
- 1996年：焦迈奇，中國男歌手
- 1997年：Yuju，韓國女子偶像團體GFRIEND成員
- 1997年：尼古拉·柏拉西奇，克羅埃西亞職業足球運動員
- 2003年：山繆·伊林-儒尼奧爾，英格蘭職業足球運動員
- 生年不詳：山本格，日本男性聲優

## 逝世
- 1290年：拉斯洛四世，匈牙利國王（1262年出生）
- 1305年：龟山天皇，日本第90代天皇（1249年出生）
- 1460年：漢弗萊·斯塔福德，英國貴族，第一代白金漢公爵（1402年出生）
- 1510年：卡特琳娜·科納羅，賽普勒斯女王（1454年出生）
- 1582年：亞維拉的德蘭，西班牙天主教神秘主義者、加爾默羅會修女、反宗教改革作家（1515年出生）
- 1669年：林布蘭，荷兰画家（1606年出生）
- 1747年：阿马罗·帕戈，西班牙海盜（1678年出生）
- 1885年：海因里希·謝爾克，德國數學家（1798年出生）
- 1904年：弗里德利·奥古斯特·巴特勒迪，法国雕塑家，美國自由女神像雕塑者（1834年出生）
- 1947年：馬克斯·普朗克，德國物理學家，量子力學創始人，1918年諾貝爾物理學獎得主（1858年出生）
- 1951年：海莉耶塔·拉克斯，非裔美國婦女，海拉細胞提供者（1920年出生）
- 1970年：珍妮絲·賈普林，美國女歌手、音樂家、畫家、舞者（1943年出生）
- 1972年：東海林太郎，日本歌手（1898年出生）
- 1978年：葛量洪，第22任香港總督（1899年出生）
- 1982年：艾哈邁德·哈桑·貝克爾，伊拉克政治人物，第4任伊拉克總統（1914年出生）
- 1982年：格连·古尔德，加拿大鋼琴家（1932年出生）
- 1988年：胡爽盦，中國畫家（1916年出生）
- 1991年：王國棟，英國婦產科醫學家，香港大學婦產科學系講座教授（1900年出生）
- 1995年：愛德華·羅威，美國企業家（1920年出生）
- 1997年：橫井軍平，日本遊戲設計師（1941年出生）
- 2000年：俞國華，台灣政治人物，前行政院長（1914年出生）
- 2004年：，美國太空人，水星计划七人之一。（1927年出生）
- 2007年：陳啟禮，台灣黑道人士，前竹聯幫大老（1941年出生）
- 2008年：鍾信，香港政府官員（1927年出生）
- 2009年：梅賽德斯·索薩，阿根廷民謠歌手（1935年出生）
- 2009年：中川昭一，日本前財務大臣（1953年出生）
- 2012年：惠天賜，香港演員（1957年出生）
- 2013年：武元甲，越南人民軍大將（1911年出生）
- 2014年：让-克洛德·杜瓦利埃，海地政治人物，第35任海地總統[2]（1951年出生）
- 2024年：葉銘漢，中國物理學家（1925年出生）
- 2024年：維利·吉澤曼，德國男子足球運動員（1937年出生）

## 节假日和习俗
- 世界动物日
- 天主教：亞西西的方濟各慶節
- 賴索托：獨立日
- 日本、 ：天使日
- 瑞典、 芬兰：肉桂捲日